# 여우불

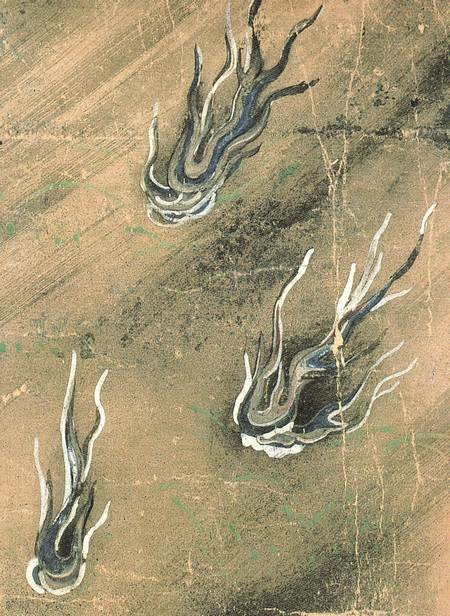
작자 미상의 《바케모노츠쿠시에마키》의 여우불.

여우불(狐火 키츠네비[*])은 오키나와를 제외한 일본 전역에서 전해져 오는 도깨비불 요괴이다.

## 같이 보기
- 윌오더위스프